# Église d'Alavus
 (janvier 2024).
L'église d'Alavus (en finnois : Alavuden kirkko) est une église luthérienne  située à Alavus en Finlande.

## Description
L'église à la façade crépie est conçue par Kauno Kallio.
Le retable d'Oskari Paatela représente l'enlèvement de Jésus de sa croix.
L'orgue acheté en 1970 est rénové en 2006–2007.
Durant d'été, l'église est une église de route.
La direction des musées de Finlande a classé l'église et son paysage culturel dans les sites culturels construits d'intérêt national.

### Source
- (fi) « Kohde id:200784 Alavuden kirkko », Museovirasto (consulté le 14 avril 2014)